# Preußische T 8
Die T 8 der Preußischen Staatseisenbahnen waren Heißdampf-Güterzugtenderlokomotiven. Von 1906 bis 1908 wurden 100 Exemplare gebaut, davon waren 1923 noch 80 und 1925 noch 78 Maschinen bei der Deutschen Reichsbahn vorhanden, die sie als Baureihe 89.0 mit den Betriebsnummern 89 001–078 in ihren Umzeichnungsplan aufnahm. Sie wurden aufgrund der schlechten Laufeigenschaften bald an Privatbahnen verkauft, darunter an die Braunschweigische Landes-Eisenbahn-Gesellschaft, Lokalbahn Aktien-Gesellschaft, Mecklenburgische Friedrich-Wilhelm-Eisenbahn-Gesellschaft, Prenzlauer Kreisbahnen und Westfälische Landes-Eisenbahn.

## Geschichte

### Staatsbahn
Die Heißdampflokomotiven waren eine Konstruktion von Robert Garbe und sollten die leistungsschwächeren und unwirtschaftlichen Nassdampf-Maschinen (Preußische T 3, Preußische T 7, Preußische T 9 und Preußische T 11) ablösen. Wirtschaftlich vermochten sie zwar zu überzeugen, weshalb sie einige Zeit durch ihr gutes Beschleunigungsvermögen auch auf der Berliner Stadtbahn verwendet wurden. Bei höheren Geschwindigkeiten zeigte sich ein unruhiger Lauf, bedingt durch schlecht ausgegliche hin- und hergehende Massen sowie durch überhängende Einzelteile. Deshalb wurden die  23 Maschinen der KED Berlin bereits im Sommer 1914 von der Berliner Stadtbahn abgezogen und an andere Direktionen abgegeben, wo sie bevorzugt im Rangierdienst sowie auf Vorort- und Nebenbahnen eingesetzt wurden.
Projektiert waren die Lokomotiven für eine Achslast von 14 t. Mit 15,2 t waren sie aber erheblich schwerer ausgefallen. Um die überhängenden Massen in Grenzen zu halten, wurde bei den Lokomotiven auf einen hinteren Kohlenkasten verzichtet, diese wurden rechts und links neben den Stehkessel untergebracht. Wegen der kleineren Einfüllöffnungen wurden die Lokomotiven deshalb bei der Bekohlung negativ beurteilt. Außerdem musste der Heizer die Kohlen um den Stehkessel herumtragen, was wiederum den Lokführer behinderte, wenn der rechte Kohlenkasten geleert wurde.
Nach dem Ersten Weltkrieg kamen zehn Maschinen nach Polen, die bei den PKP als Tkh3 eingereiht wurden. Nach anderen Quellen waren dies sechs Exemplare.
Zur Umzeichnung bei der DRG wurden 78 Lokomotiven übernommen, die die Betriebsnummern 89 001–078 erhalten sollten. Anfang der 1930er Jahre waren die Lokomotiven aus dem Bestand der DRG verschwunden, sodass die Reihe 89.0 ab 1934 durch eine Neukonstruktion belegt wurde. Einige wurden an Privatbahnen verkauft, wovon vier Maschinen durch Verstaatlichungen um 1938 wieder in den Bestand der DRG zurückkamen.
Im Jahr 1938 kamen durch die Verstaatlichung der Lokalbahn AG München zwei Exemplare als 89 1001 und 1002 wieder in Besitz der Reichsbahn. Nach der Verstaatlichung der Mecklenburgischen Friedrich-Wilhelm-Eisenbahn-Gesellschaft 1941 folgten zwei weitere als 89 1003 und 1004.
Nach dem Zweiten Weltkrieg waren noch sieben Lokomotiven vorhanden. Davon waren mit der 89 1004, der 89 6476 und der 89 6576 drei Lokomotiven bei der Deutschen Reichsbahn und vier Lokomotiven bei Privatbahnen oder Werken in Westdeutschland. Die letzte Lokomotive wurde 1966 ausgemustert. Die 89 1004 wurde 1966 in den Traditionsbestand des Verkehrsmuseums Dresden aufgenommen und ist seit der Zeit museal erhalten.
Zwei weitere Fahrzeuge kamen durch die Verstaatlichung von Privatbahnen am 1. April 1949 als 89 6476 und 6576 zur Deutschen Reichsbahn, wo die letzte bis 1965 im Einsatz blieb. Ein Fahrzeug hatte die Deutsche Bundesbahn als Werklok im Bestand, welches bis 1964 im Ausbesserungswerk Schwerte beheimatet war. Die Lokomotiven waren bis 1966 im Einsatz und wurden dann ausgemustert. Die 89 1004 ist als Museumslokomotive im DB Museum Halle (Saale) erhalten geblieben.

### Privatbahnen
Bei Privatbahnen konnten sich die Lokomotiven durch ihre Leistungsfähigkeit behaupten und leistungsschwächere ältere Lokomotiven ablösen. Bei der Braunschweigischen Landes-Eisenbahn-Gesellschaft waren sie nur von 1928 bis 1930 in Betrieb. Bei der Lokalbahn Aktien-Gesellschaft in München wurden diese beiden Lokomotiven dann mit den Nummern LAG 82–83 auf der Bahnstrecke Niederbiegen–Weingarten eingesetzt, wo sie Lokomotiven von Krauß ersetzten. Die Lokomotiven kamen 1938 als 89 1001 und 89 1002 zur DRG zurück.
Bei der Mecklenburgischen Friedrich-Wilhelm-Eisenbahn-Gesellschaft verkehrten zwei Lokomotiven als Nummer 3 und 4 in Zweitbesetzung. Nach der Verstaatlichung kamen sie als 89 1003 und 89 1004 zur DRG zurück. Die 89 1003 befand sich nach dem Zweiten Weltkrieg in Westdeutschland, war ab 1946 bei der Westfälischen Landes-Eisenbahn und 1953 in Betrieb.
Die bei den Prenzlauer Kreisbahnen als PK 16 und der Brandenburgischen Städtebahn als BStB 61 eingesetzten Lokomotiven wurden nach dem Zweiten Weltkrieg von der Deutschen Reichsbahn als 89 6476 und 89 6576 verwendet. Die Lokomotiven waren bis Anfang der 1960er Jahre in Betrieb und wurden dann ausgemustert.

## Konstruktion
Die Lokomotiven besaßen einen Blechrahmen. Die Wasservorräte waren in den beiden seitlichen Wasserbehältern untergebracht, die Radsätze fest im Rahmen gelagert. Alle Blattfedern der Achsen waren unterhalb der Achslager angeordnet. Die Federn des ersten sowie des zweiten Radsatzes waren mit Ausgleichshebeln miteinander verbunden.
Der Kessel bestand aus drei Schüssen. Auf dem zweiten Schuss saß der Dampfdom mit dem Ventilregler und auf dem dritten Schuss der Sandkasten. An dem ersten Kesselschuss war die Rauchkammer mit einem Winkelring angenietet. Die Lokomotiven besaßen einen Überhitzer Bauart Schmidt. Der Stehkessel besaß eine Feuerbüchse aus Kupfer, die zwischen die Rahmenwangen eingezogen wurde. Gespeist wurde der Kessel von zwei Strahlpumpen. Die Lokomotiven besaßen ein Zweizylinder-Heißdampf-Triebwerk mit außenliegenden waagerecht angeordneten Zylindern mit Heusinger-Steuerung. Der Kreuzkopf wurde einschienig auf der Gleitbahn geführt. Der zweite Radsatz wurde angetrieben.
Die Lokomotiven besaßen eine Indirekte Bremse von Knorr und eine Wurfhebelbremse. Abgebremst wurden alle Radsätze einseitig von vorn. Die dafür benötigte Druckluft wurde von einem zweistufigen Luftpresser auf dem Umlauf in Höhe des ersten Radsatzes erzeugt. Der Hauptluftbehälter lag in Fahrtrichtung quer unter dem Führerhaus.
Die handbetätigte Sandstreueinrichtung sandete die Treibachse von vorn sowie hinten. Als Signaleinrichtungen waren ein Dampfläutewerk der Bauart Latowski auf der Rauchkammer hinter dem Schornstein und eine Dampfpfeife auf dem Führerhausdach vorhanden. Die Petroleumbeleuchtung wurde erst nach dem Krieg gegen eine elektrische Beleuchtung ausgetauscht, der Turbogenerator war links neben dem Schornstein platziert.